# Rešica
Rešica (dříve Rešta, maďarsky Reste, německy Hainburg, Reste, Reschte) je obec na Slovensku v okrese Košice-okolí, která leží v bezprostřední blízkosti maďarské státní hranice.

## Místopis
Obec leží 29 kilometrů jihozápadně od Košic a přibližně kilometr od maďarské státní hranice. Nejbližšími obcemi jsou Janík ležící 5 km západně, Buzica vzdálená 3 km na východ a maďarská obec Kány, která se nachází přibližně 5 km jižně od Rešice.

## Historie
První zmínka o Rešici pochází z roku 1319, kde je obec uvedena pod názvem Rechita. V listinách z následujících století se uvádějí názvy Rechyte (1395) a Restha (1630). Ve středověku patřila Rešica velmožům z rodu Abovců, později přešla do majetku Buzického panství a následně do správy Gedeonovců, Fiszkovců a jiných pánů. V roce 1590 byla obec vypleněna a v následujících letech nastala její obnova a znovuzačlenění, přičemž byla osvobozena od placení daní.
Podle soupisu z roku 1715 žilo v Rešici 7 poddanských rodin, podle statistiky z roku 1828 měla obec 83 domů, ve kterých žilo 550 obyvatel. V uherském geografickém lexikonu z roku 1851 je obec uvedena jako maďarská s 557 obyvateli. Statistika z roku 1910 vykazovala už jen 441 obyvatel převážně maďarské národnosti. Po první světové válce připadla obec na základě Trianonské mírové smlouvy Československé republice. V meziválečném období nesla obec poslovenštěný název Rešta, ale používal se i maďarský název Reste. V listopadu 1938 po Vídeňské arbitráži připadla obec Maďarsku, ale po druhé světové válce byla znovu přičleněna k ČSR. V roce 1948 došlo ke změně názvu dodatečným poslovenštěním koncovky -šta na Rešica.

## Obyvatelstvo
Podle sčítání obyvatel z roku 2001 žilo v Rešici 377 obyvatel, z toho bylo 341 maďarské, 35 slovenské a 1 jiné národnosti.

## Kultura a zajímavosti

### Památky
- Kostel reformované církve, jednolodní klasicistní stavba s pravoúhlým ukončením presbytáře a předsunutou věží ze začátku 19. století.[5] Interiér je plochostropý. Stavba má hladkou fasádu, věž je ukončena střechou ve tvaru jehlanu.

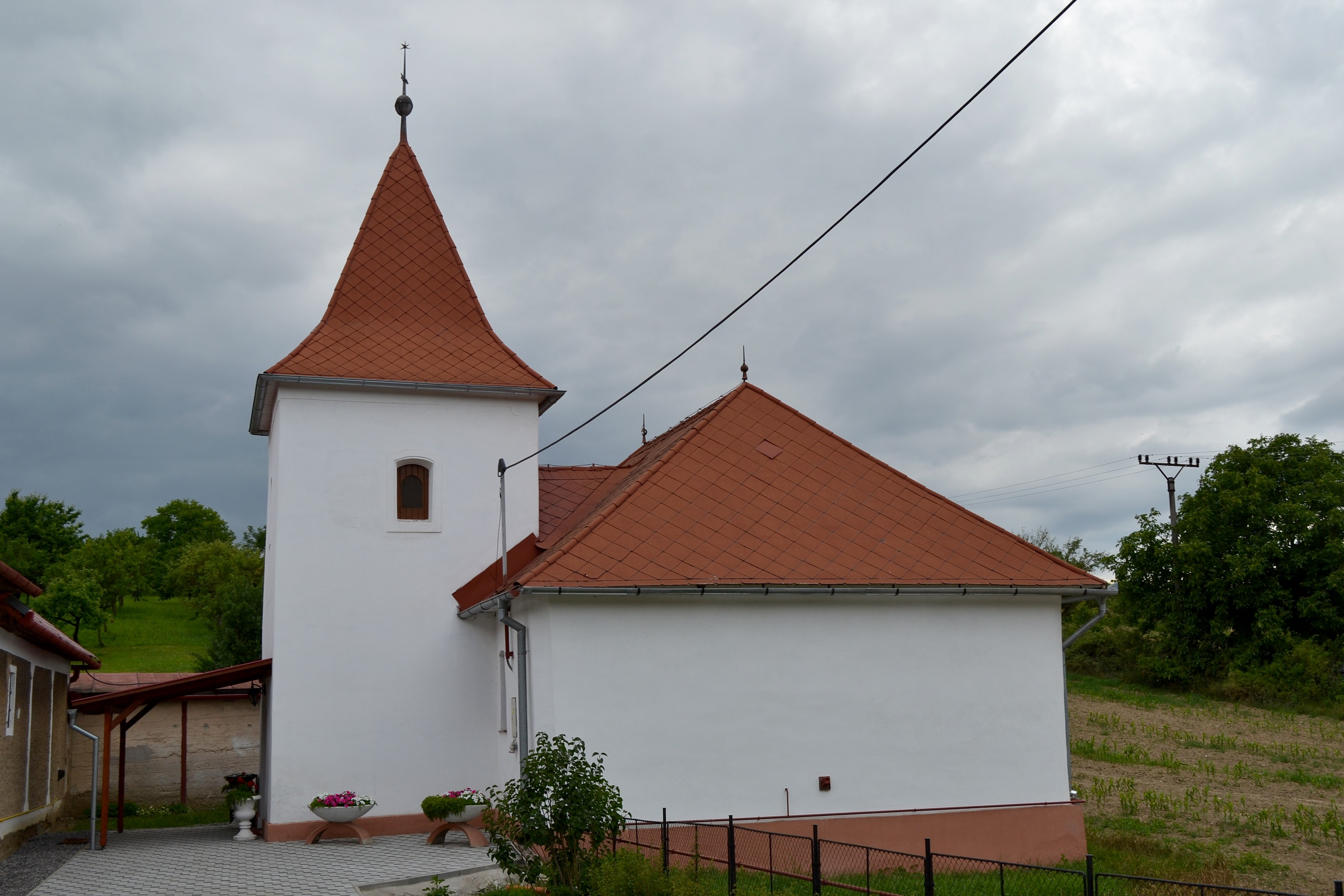
Kostel reformované církve
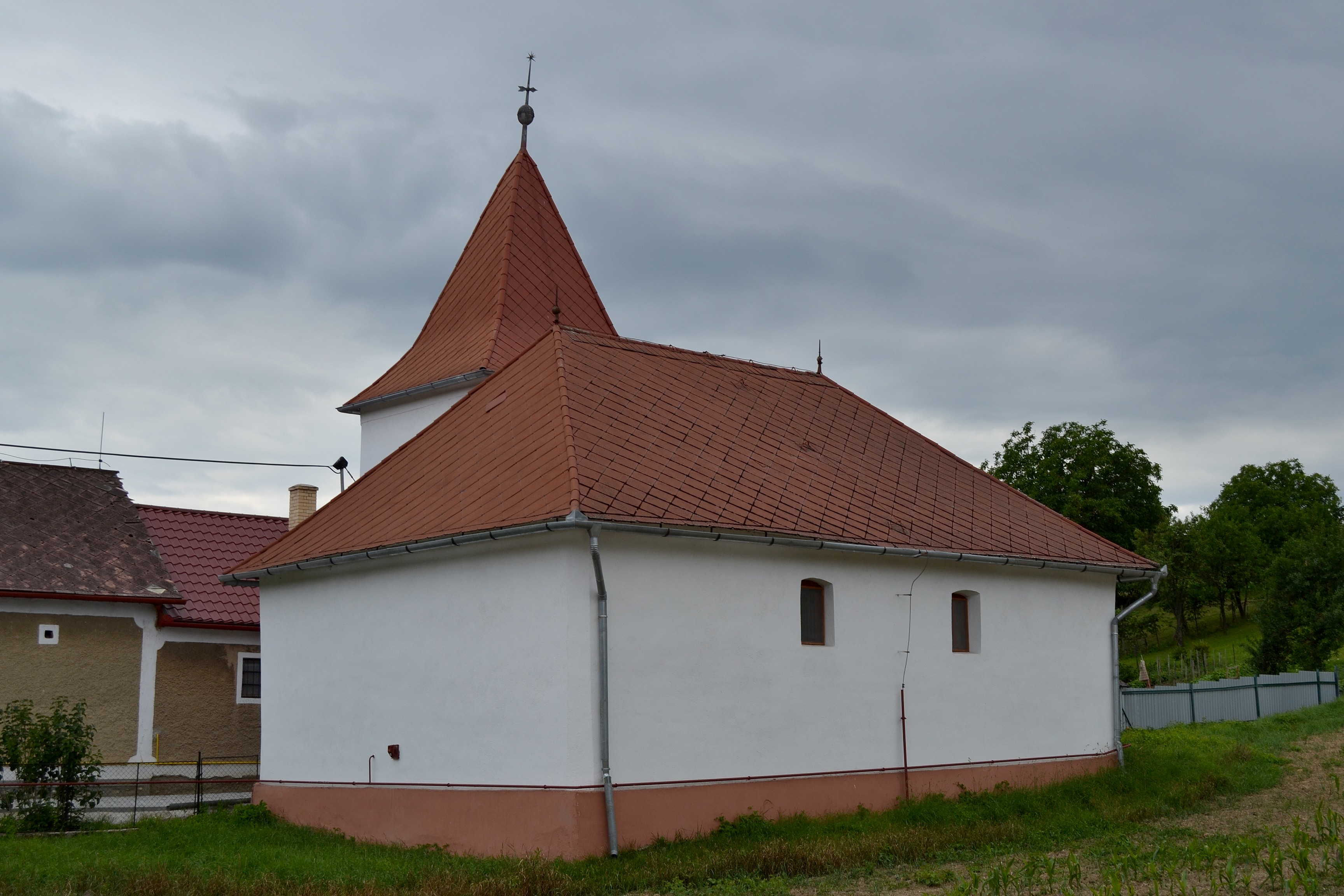

## Doprava
Intravilánem Rešice prochází silnice III. třídy 050171 vedoucí od Perína-Chymu, která v obci končí. Doprava obyvatel za službami je zajištěna pravidelnou autobusovou dopravou do Moldavy nad Bodvou a Košic.